# Liste der Monuments historiques in Puttelange-lès-Thionville
Die Liste der Monuments historiques in Puttelange-lès-Thionville führt die Monuments historiques in der französischen Gemeinde Puttelange-lès-Thionville auf.

## Liste der Objekte
| Bezeichnung                                         | Beschreibung | Standort                                     | Kennzeichnung | Schutzstatus | Datum | Bild |
| --------------------------------------------------- | --- | -------------------------------------------- | ------------- | ------------ | ----- | ---- |
| Prozessionskreuz                                    | Holz, farbig gefasst, 18. Jahrhundert, Nikolaus Greef-Greisch zugeschrieben                                                  | in der Kirche St-Rémi (Lage)                 | PM57000980    | Inscrit      | 1990  |      |
| Ensemble aus Hauptaltar und Ausmalung des Chorraums | Ensemble aus PM57000973 und PM57000974                                                                                       | in der Kirche St-Rémi (Lage)                 | PM57001082    | Inscrit      | 1990  |      |
| Hauptaltar                                          | Altartisch und Retabel; Holz, farbig gefasst und vergoldet, 18. Jahrhundert                                                  | in der Kirche St-Rémi (Lage)                 | PM57000973    | Inscrit      | 1990  |      |
| Ausmalung des Chorraums                             | Wandgemälde, bezeichnet 1773                                                                                                 | in der Kirche St-Rémi (Lage)                 | PM57000974    | Inscrit      | 1993  |      |
| Marienaltar                                         | linker Seitenaltar; Altartisch, Retabel und zwei Skulpturen; Holz, farbig gefasst, 18. Jahrhundert, aus der Werkstatt Greef  | in der Kirche St-Rémi (Lage)                 | PM57000975    | Inscrit      | 1990  |      |
| Skulptur Heiliger Remigius                          | Holz, farbig gefasst, 18. Jahrhundert                                                                                        | in der Kirche St-Rémi (Lage)                 | PM57000979    | Inscrit      | 1990  |      |
| Kanzel                                              | Holz, farbig gefasst, 1755 von Nikolaus Greef-Greisch                                                                        | in der Kirche St-Rémi (Lage)                 | PM57000977    | Inscrit      | 1990  |      |
| Taufbecken                                          | Stein, bemalter Holzdeckel, 18. Jahrhundert                                                                                  | in der Kirche St-Rémi (Lage)                 | PM57000978    | Inscrit      | 1990  |      |
| Ziborium                                            | Silber, und Kupfer, vergoldet, 17. Jahrhundert; Deckel aus dem 19. Jahrhundert                                               | in der Kirche St-Rémi (Lage)                 | PM57000972    | Inscrit      | 1990  |      |
| Antoniusaltar                                       | rechter Seitenaltar; Altartisch, Retabel und zwei Skulpturen; Holz, farbig gefasst, 18. Jahrhundert, aus der Werkstatt Greef | in der Kirche St-Rémi (Lage)                 | PM57000976    | Inscrit      | 1990  |      |
| Skulptur Heilige Walburga                           | Holz, farbig gefasst, 18. Jahrhundert, Nikolaus Greef-Greisch zugeschrieben; heute in Metz                                   | in der Wegekapelle Schlœsserei (Lage)        | PM57000673    | Classé       | 2004  |      |
| Skulptur einer Heiligen                             | Holz, 18. Jahrhundert; gestohlen                                                                                             | Halling, in der Kapelle St-Willibrord (Lage) | PM57000271    | Classé       | 1977  |      |
| Skulptur Heiliger Willibrord                        | Holz, 18. Jahrhundert | Halling, in der Kapelle St-Willibrord (Lage) | PM57001108    | Inscrit      | 1977  |      |
| Prozessionskreuz                                    | Holz, farbig gefasst, 18. Jahrhundert, Nikolaus Greef-Greisch zugeschrieben                                                  | Halling, in der Kapelle St-Willibrord (Lage) | PM57000984    | Inscrit      | 1990  |      |
| Skulptur Heiliger Albin                             | Holz, farbig gefasst, 17. Jahrhundert                                                                                        | Halling, in der Kapelle St-Willibrord (Lage) | PM57001106    | Inscrit      | 1977  |      |
| Skulptur Heiliger Hubertus                          | Holz, farbig gefasst, 18. Jahrhundert                                                                                        | Halling, in der Kapelle St-Willibrord (Lage) | PM57000814    | Inscrit      | 1978  |      |
| Skulptur Madonna mit Kind                           | Holz, 18. Jahrhundert | Halling, in der Kapelle St-Willibrord (Lage) | PM57001107    | Inscrit      | 1977  |      |
| Skulptur Unterweisung Mariens                       | Holz, 18. Jahrhundert | Halling, in der Kapelle St-Willibrord (Lage) | PM57001109    | Inscrit      | 1977  |      |
| Skulptur Heiliger Quirinus                          | Holz, farbig gefasst, 18. Jahrhundert; der Werkstatt von Nikolaus Greef-Greisch zugeschrieben                                | Himeling, in der Kapelle St-Quirin (Lage)    | PM57000986    | Inscrit      | 1990  |      |
| Skulptur Heiliger Albin                             | Holz, farbig gefasst, 18. Jahrhundert; der Werkstatt von Nikolaus Greef-Greisch zugeschrieben                                | Himeling, in der Kapelle St-Quirin (Lage)    | PM57000988    | Inscrit      | 1990  |      |
| Skulptur Heilige Rosa                               | Holz, farbig gefasst, 18. Jahrhundert; der Werkstatt von Nikolaus Greef-Greisch zugeschrieben                                | Himeling, in der Kapelle St-Quirin (Lage)    | PM57000985    | Inscrit      | 1990  |      |
| Skulptur Heiliger Mauritius                         | Holz, farbig gefasst, 18. Jahrhundert; der Werkstatt von Nikolaus Greef-Greisch zugeschrieben                                | Himeling, in der Kapelle St-Quirin (Lage)    | PM57000987    | Inscrit      | 1990  |      |
| Skulptur Heiliger Antonius der Große                | Holz, farbig gefasst, 18. Jahrhundert; der Werkstatt von Nikolaus Greef-Greisch zugeschrieben                                | Himeling, in der Kapelle St-Quirin (Lage)    | PM57000989    | Inscrit      | 1990  |      |